# Hormizd V.
Hormizd V. (perzijsko فرخزاد خسرو), kratkotrajen vladar Perzijskega cesarstva leta 593, * ni znano, † ni znano.
Hormizd je bil uzurpator in eden od mnogih pretendentov za perzijski prestol, ki je prišel na oblast po Bahramovi začasni odstavitvi šaha Kozrava II..

## Vir
- Encyclopædia Britannica, 11. izdaja, Cambridge University Press, 1911.

| Hormizd V. Sasanidska dinastija |     |                       |
| Predhodnik: Bistam              | 593 | Naslednik: Kozrav II. |